# Horshagasjön (Forserums socken, Småland)
Horshagasjön är en sjö i Nässjö kommun i Småland och ingår i Motala ströms huvudavrinningsområde.